# Je vecht nooit alleen
Never Alone é uma canção da banda 3JS. Eles representaram a Países Baixos no Festival Eurovisão da Canção 2011 na segunda semi-final, terminando em 19º lugar com 13 pontos, não conseguindo passar à final.

## Letra
A letra suscita à renovação do ser. Depois de um desastre, o que se deve fazer é simples: elevar a mente, seguir em frente e aprender que não se está sozinho no mundo.